# Religión en México
Este artículo aborda el tema de la religión en México. El cristianismo es la religión mayoritaria en la sociedad mexicana, siendo el catolicismo la confesión cristiana más grande.
En décadas recientes, el número de católicos ha decrecido, llegando hasta el 72 % de la población en 2020 o 77.8 % según el censo de 2020, debido al crecimiento de otras denominaciones cristianas – especialmente las evangélicas –, que según encuestas extraoficiales constituyen el 4.6 % y según el censo, el 11.2 % por ciento de la población, o según el censo INEGI 2020, las denominaciones protestantes representan más del 11 % de la población, siendo los evangélicos los más numerosos. Las conversiones a denominaciones no católicas han sido considerablemente más lentas que en América Central, y el centro de México se mantiene como una de las zonas más católicas del mundo.
México es un Estado laico, y ha permitido la libertad de culto desde mediados del siglo XVIII. Las denominaciones protestantes tradicionales y la práctica libre del judaísmo se han establecido en el país desde la época de la Reforma. En tiempos modernos, se ha observado un crecimiento de posturas irreligiosas como el ateísmo y el agnosticismo, sobretodo en la población joven, también en prácticas de las culturas originarias como la Mexicayotl. El budismo y el islam han incursionado también en el país a través de la inmigración y la conversión.[cita requerida]

## Religión y Estado

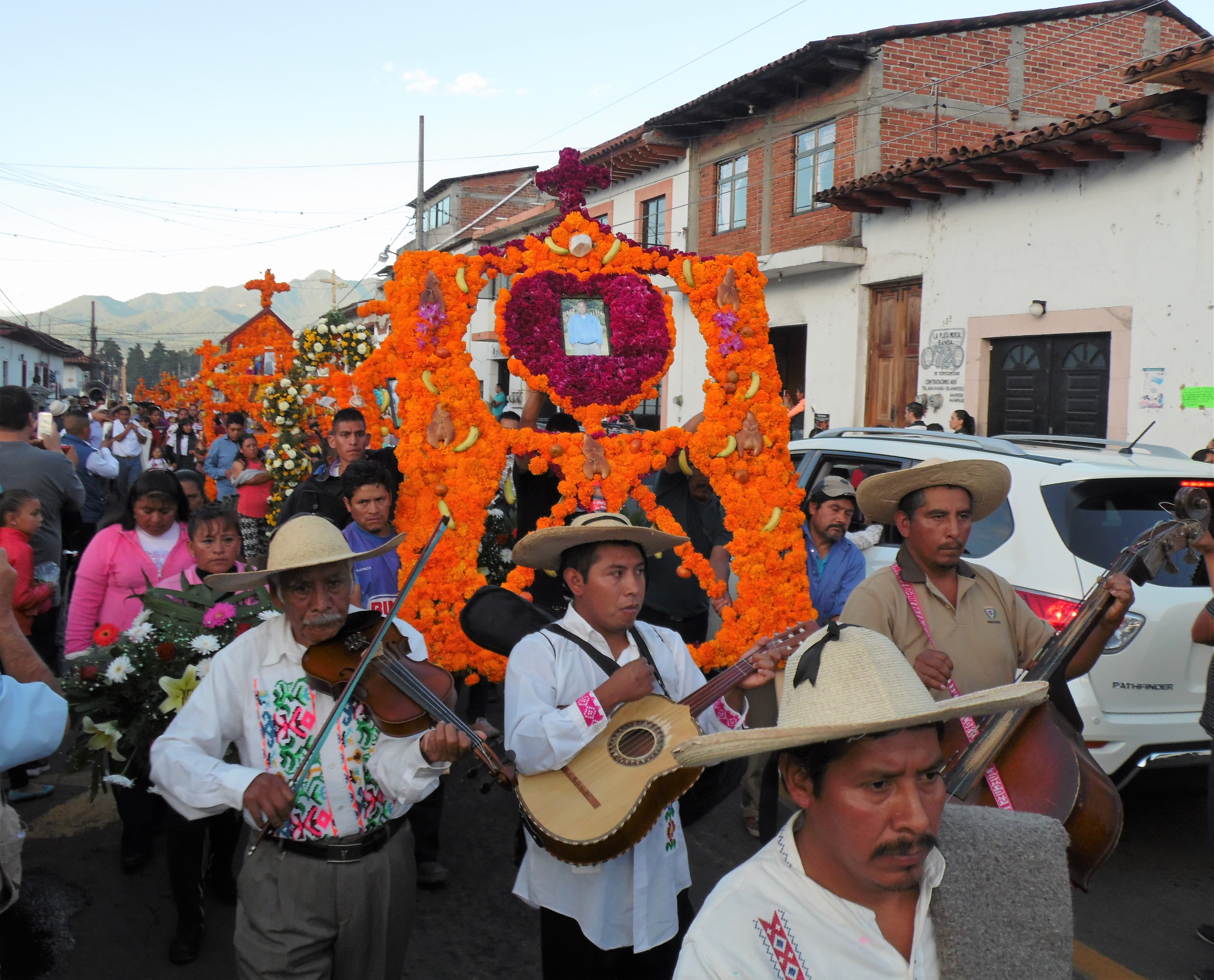
Día de los muertos en Tzintzuntzan, Michoacán. Muchos cristianos en México celebran esta tradición.

México no cuenta con religión oficial, conforme a la Constitución de 1917 (haciéndolo el segundo país laico más antiguo de Latinoamérica, detrás de Brasil), misma que impuso abusos y limitaciones a la Iglesia Católica en México así como al Estado para prohibir su intromisión en asuntos religiosos. El gobierno no provee contribuciones financieras a instituciones religiosas, ni la iglesia participa de la educación pública o cuenta con la facultad para brindarla. Sin embargo, la Navidad es una festividad nacional y todos los años, durante la Pascua (llamada "Semana Santa") todas las escuelas, públicas o privadas, entran en vacaciones para que los estudiantes descansen.
En 1992, México levantó la mayoría de sus restricciones a las religiones, incluida la concesión de estatus legal a todos los grupos religiosos, concediendo derechos de propiedad limitados, y el número permitido de sacerdotes en el país. Hasta hace poco, los sacerdotes no tenían derecho a votar, y hasta ahora, al igual que todo líder religioso, no pueden ser elegidos para cargos públicos.
En ciertas regiones, la profesión de un credo diferente del católico es vista como una amenaza para la unidad comunitaria. Se argumenta que la religión católica forma parte de la identidad étnica y que los protestantes no están dispuestos a participar de los usos y costumbres tradicionales (el tequio o trabajo comunitario, la participación en las fiestas patronales y cuestiones similares). La negativa de los protestantes se debe a que sus creencias religiosas prohíben la veneración a los santos del catolicismo. En los casos extremos, la tensión entre católicos y protestantes ha dado lugar a la expulsión o incluso asesinato de los protestantes en varios pueblos. Los casos más conocidos son los de San Juan Chamula, en Chiapas y San Nicolás en Ixmiquilpan, Hidalgo.
Un argumento similar fue presentado por un comité de antropólogos para solicitar al gobierno de la República la expulsión del Instituto Lingüístico de Verano (ILV), en el año 1979, al cual se acusó de promover la división de los pueblos indígenas al traducir la Biblia a los idiomas vernáculos y evangelizar en un credo protestante que amenazaba la integridad de las culturas populares. El gobierno mexicano prestó atención al llamamiento de los antropólogos y canceló el convenio que tenía celebrado con el ILV. Los conflictos también se han dado en otros ámbitos de la vida social.

## Religiones prehispánicas

### Religión maya

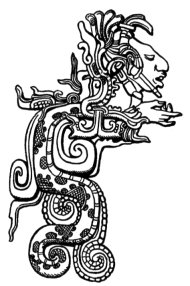
Kukulkán es el nombre maya de Quetzalcóatl, deidad importante de los mayas-toltecas.

La religión maya era una religión precolombina que estaba firmemente unida a la ideología reinante (dado que existía otra religión más adaptada al mundo rural, que nunca llegó a alinearse con la oficial o sacerdotal), de modo que daba lugar a mayor importancia a entender la vida y cómo puede ser definida sobre el culto o veneración a distintos Dioses. Así pues, la religión y avances científicos nacían de la fe y creencia en la misma ideología.
Los sacerdotes mayas contaban con jerarquías dentro de su alta clase social, dividida según su función en a relación entre hombres y Dioses. Entre ellos se encontraban los Sacerdotes Sol, que presidían distintos actos rituales o los profetas (chilán), que por medio de hierbas o brebajes, entraban en trances para intentar predecir el futuro. La mayoría de actos sociales en la vida cotidiana maya eran presididos por algún tipo de sacerdote, que incluía pieles de jaguar, joyas o hábitos rojos en su indumentaria.
Los chilames o profetas, hacían uso del calendario para realizar sus profecías, debido a su rigurosa medición del tiempo, conjugaron su calendario civil (Tzolkin) con su cuenta larga, creando de este modo el calendario profético. Estas profecías las plasmaron en codicies llamados libros del Chilam Balam. El seguimiento de eventos históricos con una gran exactitud calendarica, plasmada en libros, permitió a los chilán realizar profecías con carácter estadístico, Tomando como base el hecho de que su calendario es cíclico, conformado por un periodo de 26.000 años dividido en 5 bloques de 5200 años(soles)

### Religión mexica

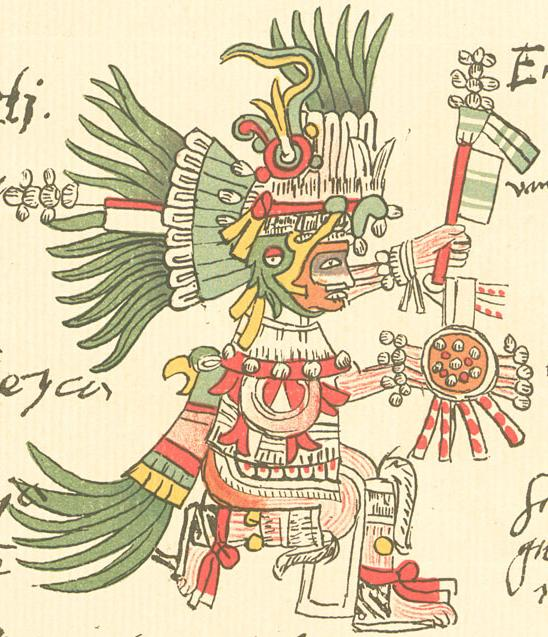
Huitzilopochtli, deidad mexica.

Los mexicas rastreaban su origen a una de las distintas tribus nahuas, por lo que al llegar al Valle de México, contaban ya con una variada mitología y creencias. La deidad más importante era Huitzilopochtli, cuyo nombre se traduce como colibrí izquierdo, el colibrí zurdo o Colibrí del sur; sin embargo, según Laurette Séjourné, en el lenguaje esotérico se puede traducir como el alma del guerrero que viene del paraíso.
A pesar de contar con sus propias deidades, los mexicas incorporaron otras de civilizaciones que se encontraban en otras partes del Valle de México, especialmente de pueblos conquistados, con quienes enlazaron mitos; así añadieron a dioses como Tláloc, Tezcatlipoca y Quetzalcóatl. A pesar de esto, siempre se imponía o iguala a Huitzilopochtli con las otras deidades, gracias a dirigentes mexicas como Tlacaélel.
Estudiosos como Miguel León-Portilla sugieren que, en la época de la conquista, los mexicas estaban en un proceso de sincretización, donde todos las deidades conformarían una sola deidad con distintas y variadas expresiones de una deidad suprema, Ometéotl, también llamado Tonacatecuhtli (El señor de nuestra carne). Esta deidad suprema era conocida solamente en las clases altas y educadas de la sociedad mexica.

### Religión purépecha

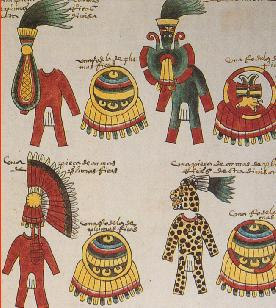
Ornamentas tradicionales religiosas purépechas.

La religión purépecha fue de carácter politeísta, centrada alrededor de un universo con tres partes distintas: Cielo, Tierra e Inframundo. Los tres dioses supremos, venerados por encima de todo el panteón, era los dioses creadores: Curicaveri, cuyo dominio era el cielo, asociado con águilas, halcones y gavilanes; y Cuerauáperi, diosa de la tierra, controlaba la vida y la lluvia, muerte y sequía. Ofrendas a estos dioses incluían el autosacrificio.
La descendencia más importante de los dioses creadores fue Xaratanga, diosa del Mar y la Luna, cuyo dominio se ubicaba en el Oeste, simbolizada como una lechuza, coyote o una mujer vieja. Al igual que muchas religiones mesoamericanas, los Purépechas participan de sacrificios, sin embargo, en mucha menor medida que sus enemigos los mexicas.
La religión purépecha era liderada por un Sacerdote Supremo, que era a su vez el líder de la jerarquizada clase religiosa. Los sacerdotes eran fácilmente identificados por el escudo de tabaco que utilizaban alrededor de sus cuellos. El pueblo purépecha, o tarasca, consideraban al sitio de Pátzcuaro como el centro del universo y del cosmos, o al menos el centro de su poder.

## Cristianismo

### Catolicismo

La mayor presencia del catolicismo está en el estado de Guanajuato y la menor presencia está en el estado de Chiapas.

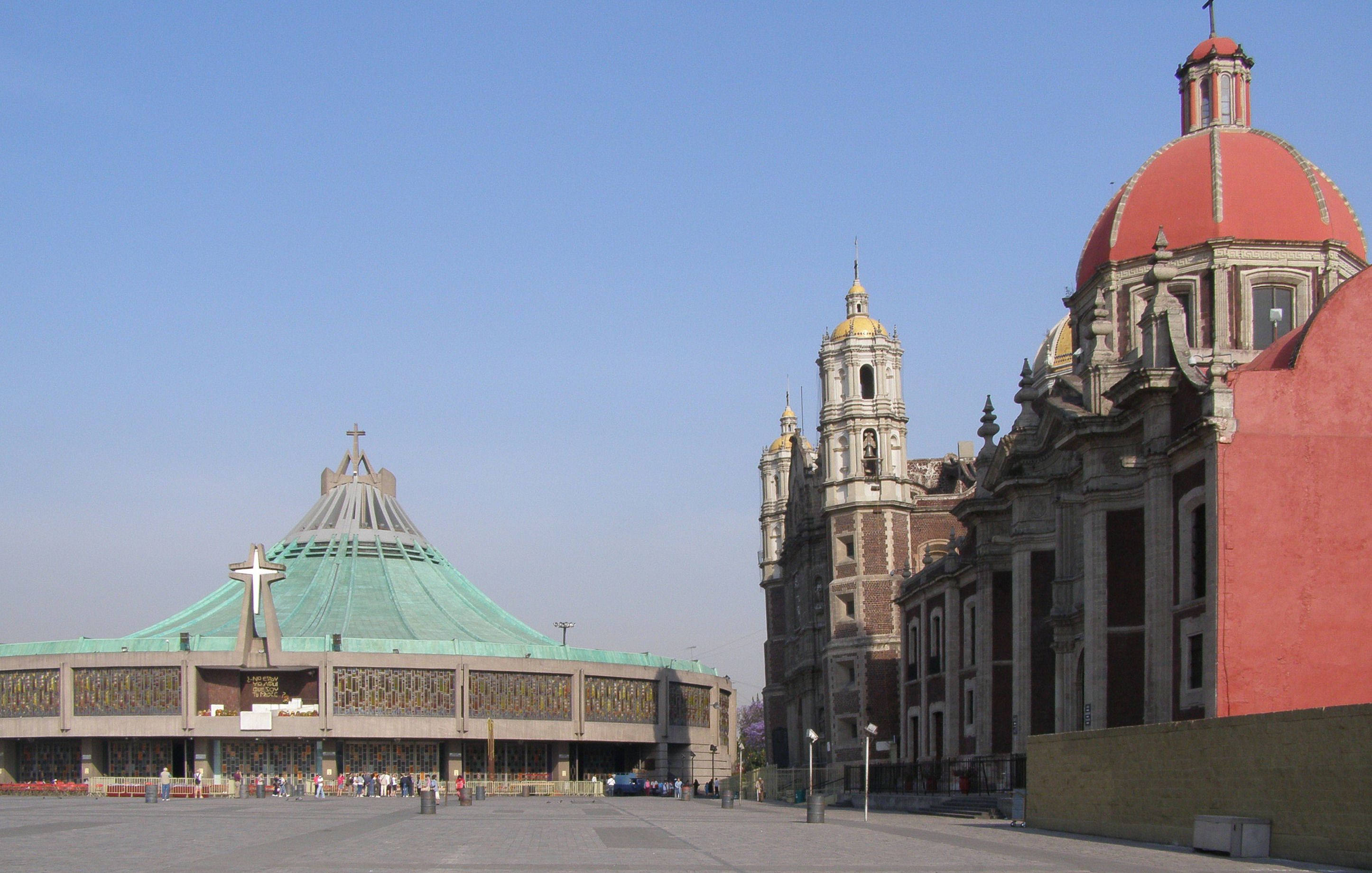
La Basílica de Guadalupe es uno de los sitios de peregrinaje católico más importantes del mundo

México es el segundo país con más católicos del mundo, después de Brasil y seguido por Filipinas. El Estado mexicano es oficialmente laico desde que la separación entre las instituciones religiosas y la administración política de la nación quedara consagrada en la Constitución de 1857, y fuera ratificada en la vigente Constitución de 1917. La Constitución de 1824 declaraba que la religión oficial de la República sería la católica, y Morelos señalaba que no debería haber tolerancia para ninguna otra. A partir de la segunda mitad del siglo XX, se inició un proceso de introducción de credos diferentes al católico.
La década de 1920 fue marcada por un conflicto religioso conocido como la Guerra Cristera, en la cual muchos campesinos y feligreses, se enfrentaron al gobierno federal que había decidido poner en vigencia las leyes constitucionales de 1917. Entre las medidas contempladas por la Carta Magna estaban la supresión de las órdenes monásticas y la cancelación de todo culto religioso. La guerra concluyó con un acuerdo entre las partes en conflicto (Iglesia Católica y Estado), por medio del cual se definieron los respectivos campos de acción. Hasta la mitad de la década de 1990, la constitución mexicana no reconocía la existencia de ninguna agrupación religiosa. En 1992 se promulgó una ley mediante la cual el Estado les concedía personalidad jurídica como asociaciones religiosas. Este hecho permitió el restablecimiento de relaciones diplomáticas con la Santa Sede, a la que el Estado mexicano no reconocía como entidad política.
Según las cifras del INEGI, en 2010, 82.7 % de los mexicanos se declaran cristianos, en su mayoría católicos (poco más de 74.600.000 adeptos). Los fenómenos migratorios han propiciado la proliferación de diferentes vertientes del cristianismo, incluidas ramas protestantes, cristianismo de rito oriental y de las iglesias ortodoxas. La proporción de católicos varía según la zona geográfica. Guanajuato se perfila como el estado más católico del país con 96.4 % de la población declarada, seguido de Aguascalientes con 95.6 %, mientras que Chiapas, con 58 %, se perfila como el estado menos católico en el país.
El impacto del Catolicismo en México se refleja en mezclas culturales, especialmente indígenas. La representación de Pasión de Cristo y la celebración del Día de Muertos se realizan en el marco del cristiano católico, bajo reinterpretaciones particulares de los protagonistas. La Iglesia Católica realiza sus celebraciones generalmente en lengua española porque es el idioma de la mayor población del país, aunque se tiene registrado la celebración de la misa en lengua latina, pero también esta iglesia desde el periodo colonial ha tenido importantes estudios de las lenguas indígenas de México que influyeron en la antropología moderna y en la escrituración latina de estas lenguas, los clérigos católicos se han preparado para celebrar la misa en lenguas indígenas de México.

### Ortodoxismo

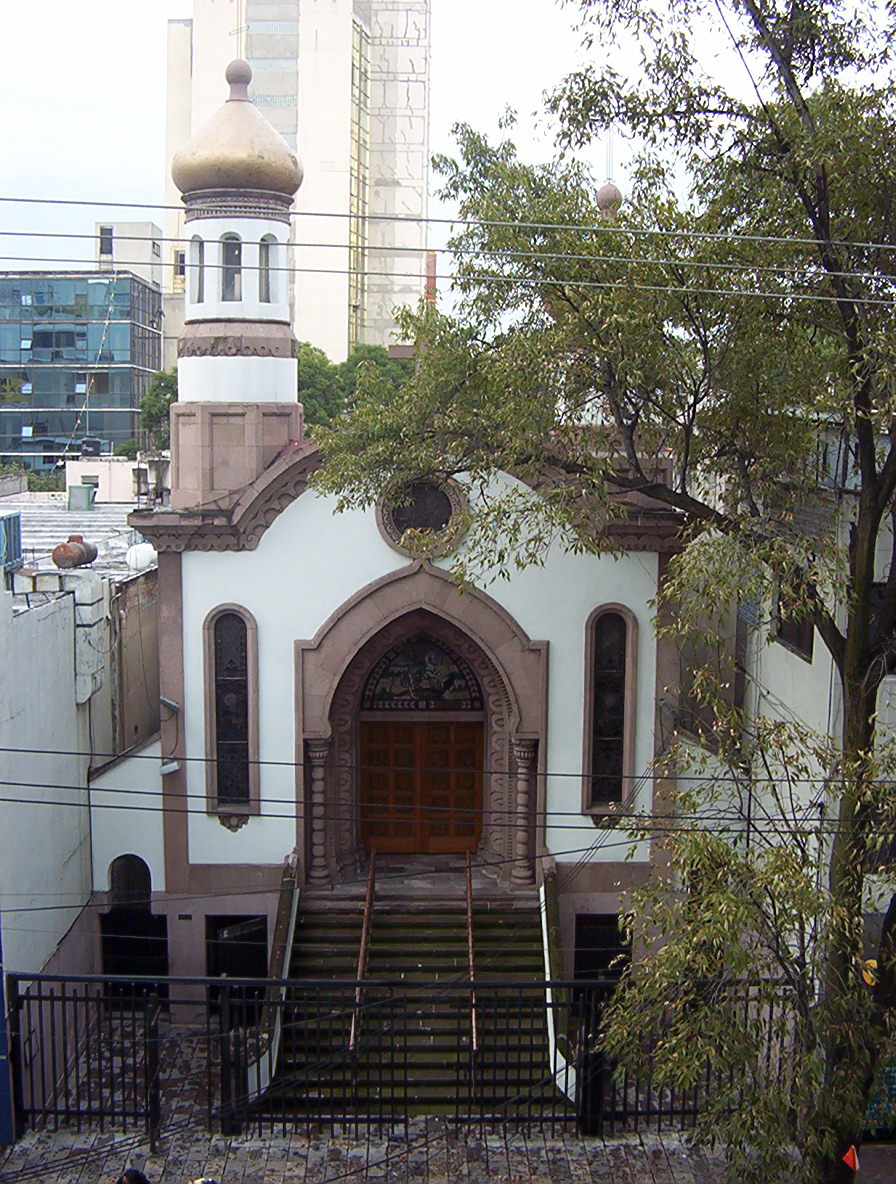
Catedral Metropolitana Ortodoxa de la Ciudad de México.

Los cristianos ortodoxos comenzaron a llegar durante el Porfiriato y la Primera y Segunda Guerra Mundial a causa de la amenaza comunista en Europa; en su mayoría, eran comunidades de griegos, rusos, armenios, letones, entre otros. Años más tarde, muchos rusos, junto a rumanos y búlgaros, integraron la Iglesia Ortodoxa Rusa de México. Las principales comunidades se encuentran en la Ciudad de México y el Estado de México, con minorías visibles en Baja California y, recientemente, Quintana Roo, que gracias al apoyo de la Iglesia Ortodoxa de Cuba y la inmigración rusa a México, debido a relaciones empresariales y de negocios, fue abierta para la creciente comunidad. La comunidad ortodoxa en México ha ido en aumento en los últimos años, con un estimado de 1 000 000 de creyentes en todo el país [cita requerida], la mayoría de origen mexicano. Entre los rusos radicados en México también hay descendientes de los malocanos de Baja California, quienes eran parte de un grupo cismático separado del Patriarcado de Moscú.
La mayoría de los inmigrantes rusos creyentes se identifican con la Iglesia Ortodoxa Rusa del Patriarcado de Moscú, que cuenta con la parroquia de la Protección de la Madre de Dios, fundada en 1970 en el pueblo de Nepantla, Estado de México, el Sacrosanto Monasterio (asceterio) de la Santísima Trinidad, fundado en el 2007 en la Ciudad de México, y la parroquia de Inmaculada Concepción de la Santísima Virgen, consagrada en el 2014, también en la capital.
Actualmente la iglesia ortodoxa de México no es propiamente una fe de inmigrantes, la comunidad está integrada también por creyentes mexicanos y descendientes de los inmigrantes rusos, ucranianos, griegos, rumanos, cubanos, búlgaros, estadounidenses o canadienses. Hay inmigrantes estadounidenses y canadienses radicados en México que profesan el ortodoxismo y están regidos principalmente por el Patriarca de la Iglesia Ortodoxa de Rusia. Otra importante comunidad de ortodoxos en México es la de la Iglesia Ortodoxa Griega, que tiene su catedral en la ciudad de Naucalpan de Juárez, Estado de México. En la zona metropolitana de la Ciudad de México se encuentra la mayor concentración de creyentes ortodoxos de habla griega.
La Iglesia Ortodoxa Ucraniana, el monasterio de San Basilio en la Ciudad de México y la Iglesia Ortodoxa Ucraniana de Ecatepec, al oriente del Estado de México, son donde la comunidad ucraniana y sus descendientes mexicanos se reúnen todos los domingos para realizar las celebraciones correspondientes. En la ciudad de Guadalajara, Jalisco se ubica la Eparquia de Guadalajara que está adminstrada por la Iglesia Ortodoxa Ucraniana.
El Arzobispado Metropolitano de la Ciudad de México está en la Colonia Roma, está regido por Antonio Chedraoui Tannous ciudadano libanés que en 1966, fue consagrado Obispo ortodoxo, recibiendo el nombramiento de Vicaría Patriarcal para México, Venezuela, Centroamérica y el Caribe. En 1996, el Santo Sínodo del Patriarcado de Antioquía elevó el Obispado de México, Venezuela, Centroamérica y el Caribe a la categoría de Arzobispado, y se ordena Arzobispo Metropolitano de la citada arquidiócesis.

### Protestantismo evangélico
Definido como el conjunto de iglesias y comunidades eclesiásticas que aceptan la Santísima Trinidad, las afirmaciones bíblicas encerradas en el credo apostólico. Alrededor del 8 % de la población mexicana se identificó como protestante en 2010, según el INEGI hay 8 386 207 de personas que se identificaron dentro de la categoría protestante-evangélico. De estos, con 5 %, los Pentecostales representan el grupo más numeroso.
El Protestantismo es más fuerte en los estados donde la Iglesia Católica y el Estado mexicano tienen poca presencia, y representa más del 10 % de la población en los estados que comparten frontera con la fuertemente protestante Guatemala: Chiapas, Campeche, Quintana Roo y Tabasco; con minorías visibles en los estados que comparten frontera con Texas. El protestantismo está al alza debido a que representa una versión más desorganizada,menos jerárquica,permisiva y legalista del Cristianismo.

### Protestantismo histórico

#### Anglicanismo

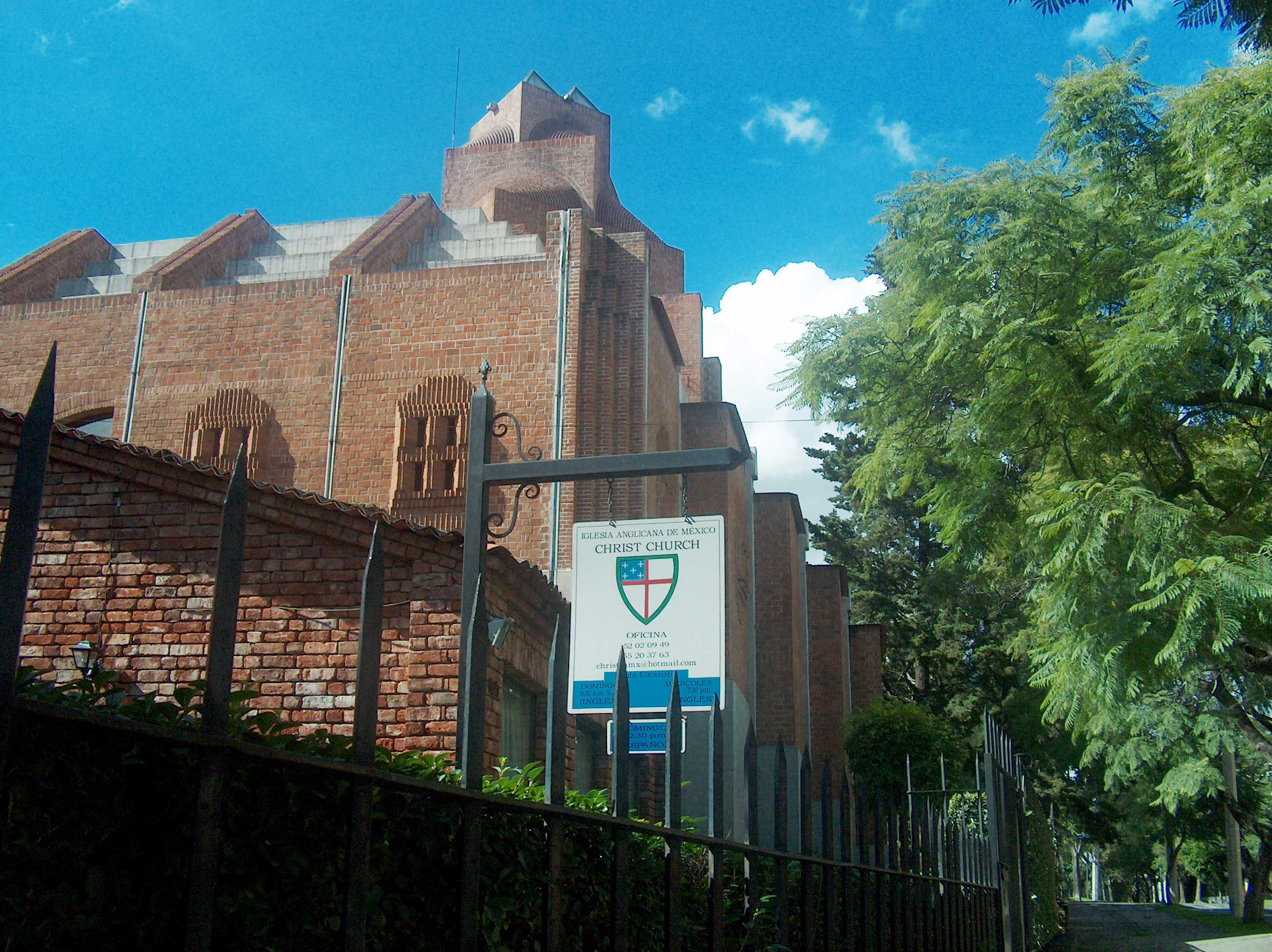
Templo anglicano Modern Christ Church en Lomas de Chapultepec, D.F.

Los británicos llegaron a México en el siglo XIX, provenientes de Cornualles, Inglaterra; se establecieron principalmente en Mineral del Monte, Pachuca de Soto, Heroica Matamoros, Tampico y Mineral del Chico. La comunidad británica trajo consigo varias costumbres que se consolidaron con las de los hidalguenses. Disponen de iglesias donde se profesa el anglicanismo y actualmente se está remodelando la que fuera primera iglesia anglicana de México, la Christ Church Parrish (uno de los dos edificios de estilo arquitectónico neogótico inglés que existen en México) para albergar el Museo Británico-Americano.
Hoy en día, la comunidad anglicana es ampliamente profesada por muchos mexicanos, también por inmigrantes anglosajones y descendientes de estos. La fe anglicana llegó en el siglo XIX con los británicos y se estableció oficialmente durante el siglo XX. Las ceremonias se realizan en inglés y español. El anglicanismo se considera la iglesia puente entre el catolicismo, la ortodoxia oriental y el protestantismo.[cita requerida]

#### Luteranismo
Véase: Luteranismo en México
Los luteranos son evangélicos que se concentran principalmente en la Ciudad de México, Monterrey y Torreón, se estiman aproximadamente 10 000 creyentes en todo el país entre los cinco cuerpos eclesiales que existen registrados en el territorio y operados por autoridades eclesiásticas mexicanas.
Además se encuentran otras iglesias que dan servicio a extranjeros de confesión luterana, la más notoria de estas es la Evangelische Gemeinde in Mexiko Stadt, cuenta con una congregación de más de cien años de existencia en el país cuyo templo, la Heilig Geist Kirche o Iglesia del Espíritu Santo se encuentra en Mixcoac, Ciudad de México, donde se realizan ceremonias religiosas en lengua alemana y española, se encuentra afiliada a la Iglesia oficial alemana, la cual provee de pastores alemanes a la congregación. Dicho cuerpo además fundó en 1963, el Centro de Asistencia Social, A.C., con propósitos médicos y de bienestar en la misma ciudad.
Además, la Iglesia Luterana Mexicana, perteneciente contada entre los cinco cuerpos eclesiásticos anteriores y con aproximadamente 1500 fieles en todo el país, sostiene sermones en habla alemana también.

#### Presbiterianismo
La Iglesia Nacional Presbiteriana cuenta con 2 500 000 de miembros en toda la república. El presbiterianismo es la denominación reformada más practicada de entre todas en México. La Iglesia Nacional Presbiteriana acapara el mayor número de miembros de esta tradición evangélica y es la más grande de esta denominación, seguida de La Iglesia Nacional Presbiteriana Conservadora de México.

#### Anabaptismo
En el norte de la República existen comunidades anabaptistas algo herméticas en estados como Chihuahua y Puebla; también existe una fuerte presencia de menonitas, cuya mayor concentración se encuentra en Ciudad Cuauhtémoc, Chihuahua, aunque también hay comunidades importantes en otras ciudades del norte y el sureste de la República, así como en la capital del país.

### Protestantismo evangélico
El término «evangélico» se sigue utilizando como sinónimo de protestante tradicional en México.

#### Bautistas
A partir de 1864 los bautistas extienden sus trabajos misioneros por casi todos los Estados de la República. Antes de terminar el siglo XIX, los bautistas ya contaban con 150 iglesias aproximadamente en todo el país. en la actualidad es la denominación cristiana evangélica histórica con mayor presencia en el país.

#### Metodismo

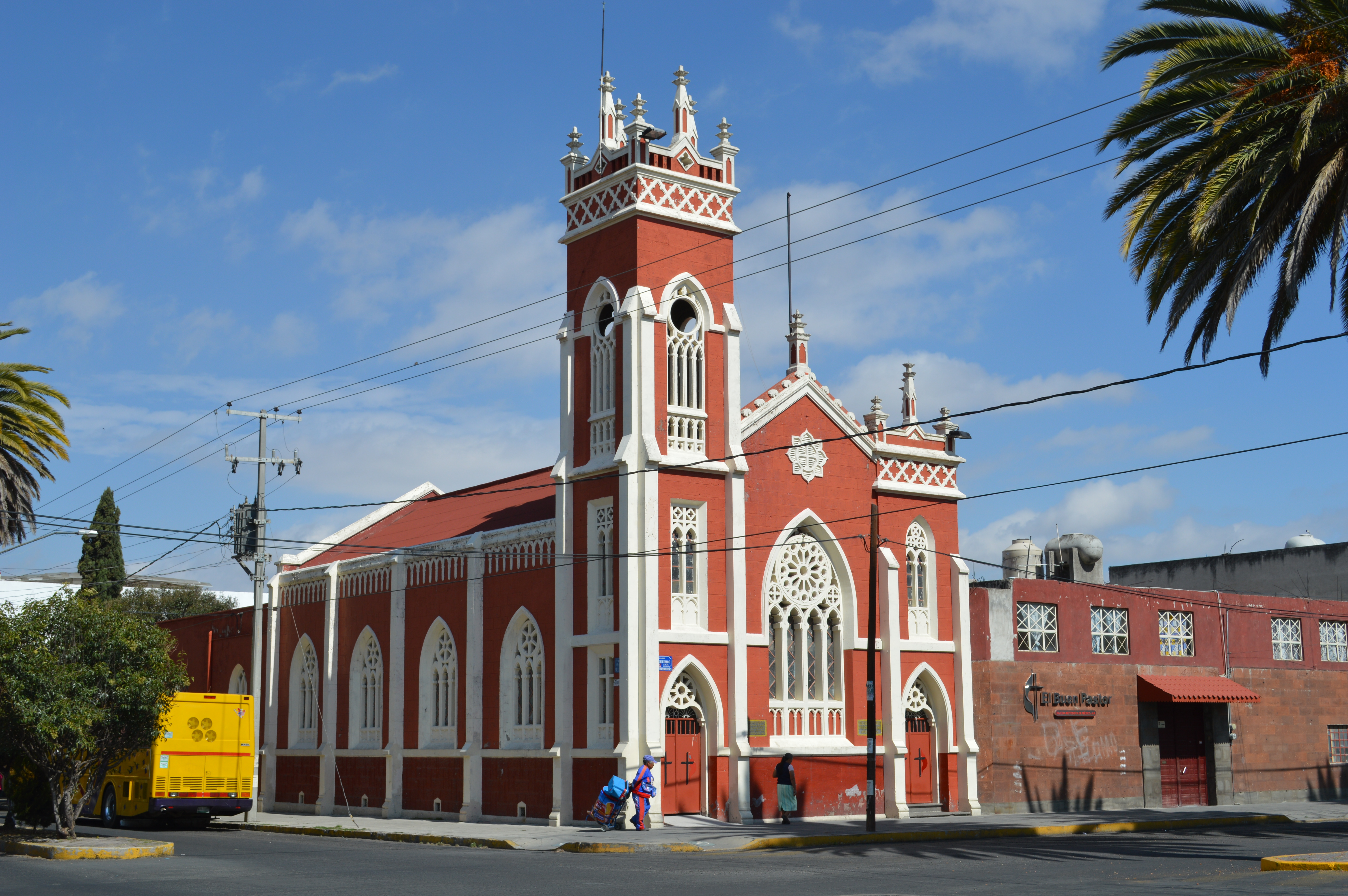
Iglesia Metodista en Apizaco, Tlaxcala.

140 años de presencia metodista en México este 2013. El primer templo es el de la Santísima Trinidad, Gante 5, Ciudad de México, el cual fue consagrado al servicio divino en la Navidad de 1873. La tradición wesleyana de esta denominación evangélica histórica tiene presencia a lo largo y ancho de la república mexicana.

#### Iglesias de Santidad
La iglesia con mayor presencia en México del movimiento de santidad es la iglesia del Nazareno. Actualmente la Iglesia del Nazareno en México cuenta con 15 distritos, 678 iglesias y 39.778 miembros en plena comunión. De los 32 Estados que forman la República Mexicana, la Iglesia del Nazareno aún no ha establecido formalmente su ministerio en dos de estos Estados.[cita requerida]

#### Evangelicalismo contemporáneo

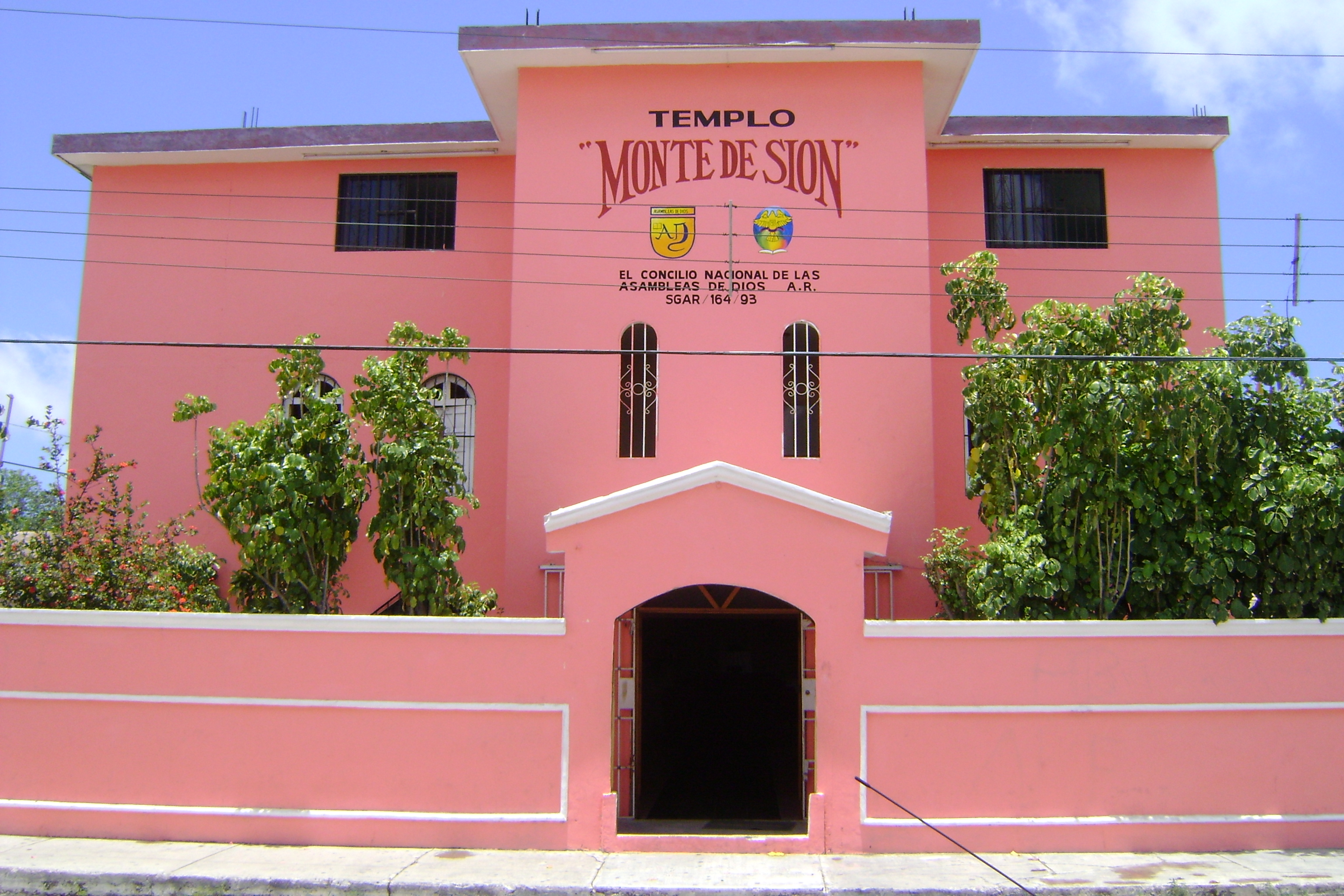
Incremento de las comunidades cristianas evangélicas en el Sur y sureste de México. Fotografía de una Asamblea de Dios en Cancún.

##### Pentecostalismo
Aproximadamente el 7.8 % de la población mexicana (6 160 000 personas de más de 5 años, según el censo de 2010 e incrementó notablemente en menos de diez años) profesa el cristianismo evangélico contemporáneo y tomó mayor auge a finales del siglo XX. La iglesia con mayor presencia es la Iglesia Asambleas de Dios.

##### Movimiento carismático (neo-pentecostalismo)
Es un movimiento religioso que introduce la doctrina del Bautismo del Espíritu Santo en iglesias protestantes evangélicas tradicionales o contemporáneas, llevando consigo cambios litúrgicos en la celebración de los servicios religiosos, como es una tendencia hacia la musicalización a través de instrumentos contemporáneos.

### Protestantismo sabatista

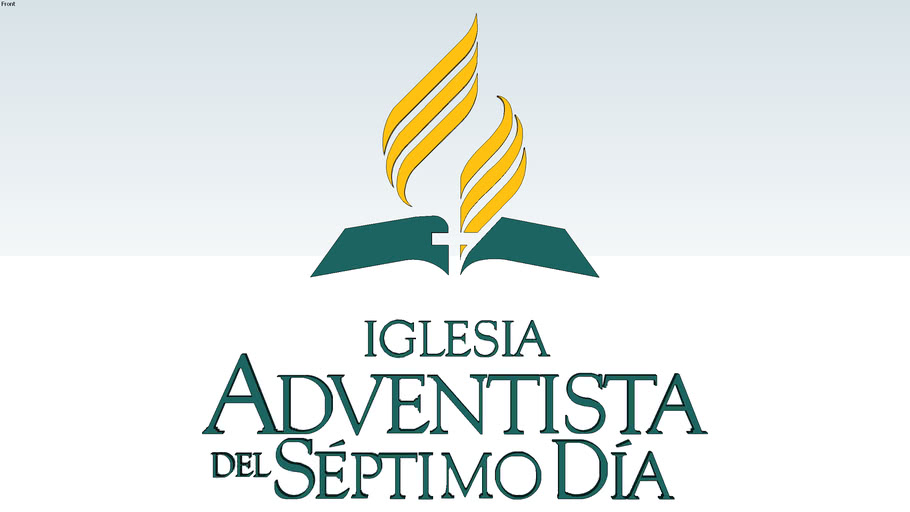
Logo oficial de los Adventistas

#### Iglesia de Dios (Séptimo Día)

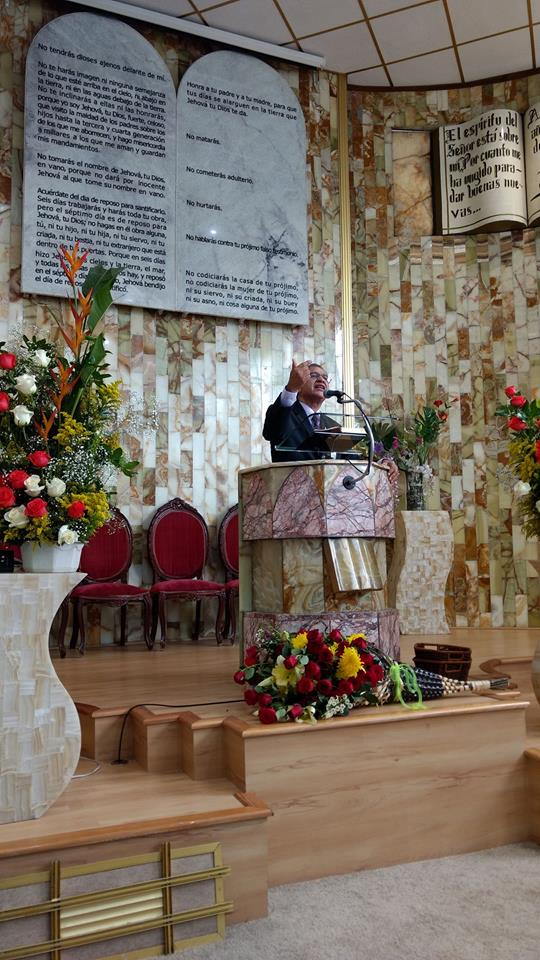
Iglesia de Dios (Séptimo Día) en la ciudad de Puebla

La Iglesia de Dios es una iglesia protestante, evangélica y sabatista descendiente del Movimiento Millerita y fundada por Gilbert Cranmer en 1858 en Estados Unidos. El primer grupo religioso de este movimiento en México fue creado en Saltillo, Coahuila en 1922.
Su presencia en México comenzó a través de las redes migratorias con los Estados Unidos. Actualmente la organización cuenta con más de 900 congregaciones en México, el país con mayor número de miembros de esta organización en el mundo.

#### Iglesia Adventista
La Iglesia Adventista del Séptimo Día comúnmente conocida como Iglesia Adventista es una confesión sabatista distinguida por su observancia del sábado, el séptimo día de la semana, el día de reposo (Shabbath), y por su énfasis en la inminente segunda venida de Jesucristo. Es el octavo mayor organismo internacional cristiano con 22 millones de feligreses a Nivel Mundial.
El Mensaje de la Iglesia Adventista llegó el verano de 1891 a México por medio del misionero Salvador Marchisio para trabajar como colportor autónomo. Marchisio llegó como misionero a México a la edad de 35 años y fue el primer misionero adventista en México. Los Adventista del Séptimo Día de México se organizaron en 1923 como la Unión Azteca y se reorganizó en 1926 como la Unión Mexicana, con 29 iglesias y 629 miembros.
En pleno 2020 México tiene 126 577 691 habitantes, lo cual la Iglesia Adventista del Séptimo Día tiene la siguiente estructura organizativa en México con el propósito de proclamar el evangelio en todo el país:
Órganos Administrativos: 5 Uniones, 42 Asociaciones, una Editorial, 50 Librerías, 5 Instituciones de Salud y 26 Campamentos.
Membresía: 779 458
Templos: 7033
Instituciones educativas: 142 escuelas primarias, 103 escuelas secundarias, 68 escuelas preparatorias y 4 universidades.

## Cristianismo no evangélico

### La Luz del Mundo

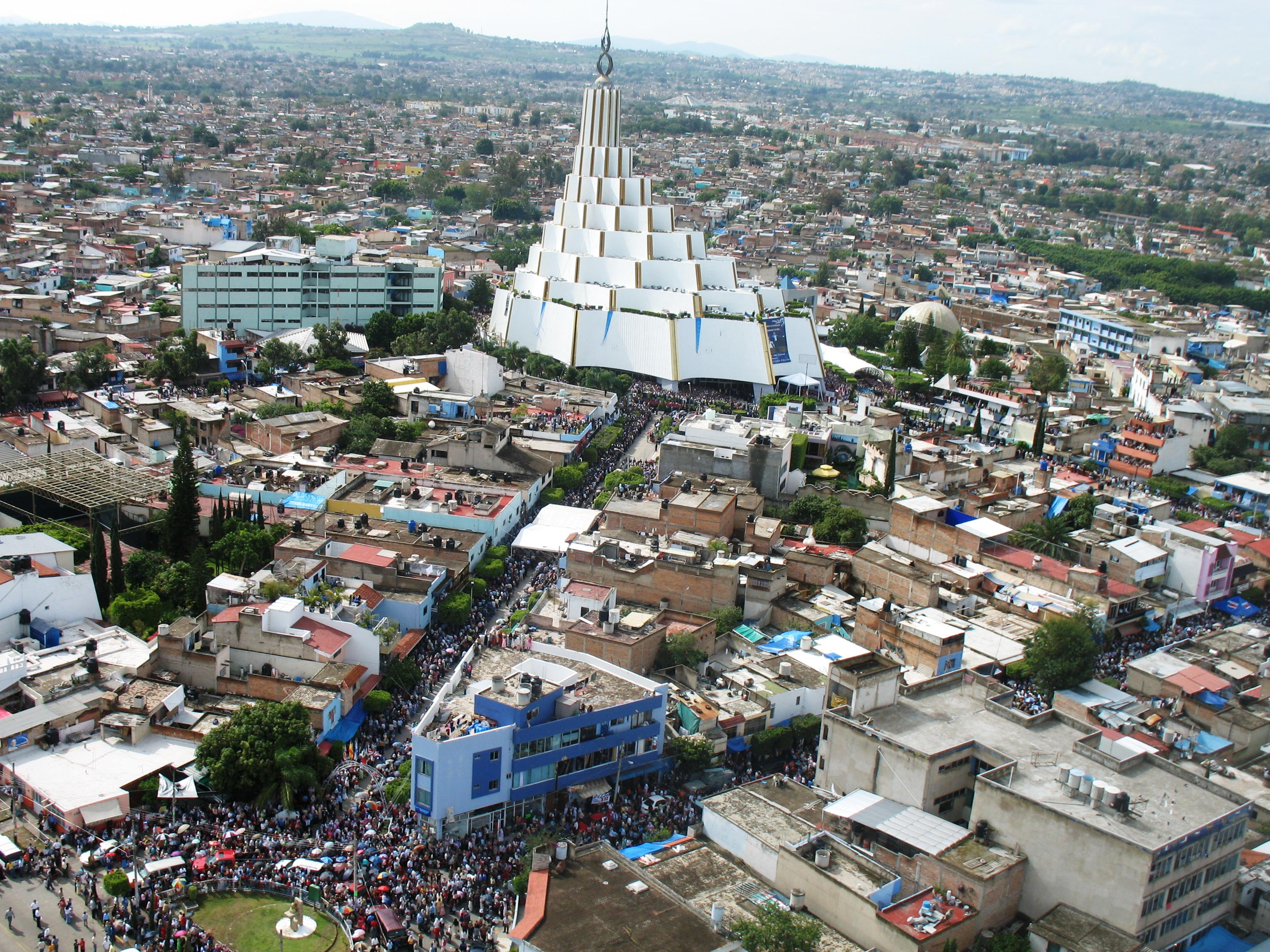
Templo sede internacional de La Luz del Mundo, en Guadalajara, Jalisco.

La Luz del Mundo es una asociación religiosa, con sede internacional en Guadalajara, Jalisco, México. Afirma tener aproximadamente un millón y medio de seguidores en México, sin embargo según el censo del INEGI realizado en 2010, La Luz del Mundo cuenta con 188.326 miembros en México. Su máximo dirigente actual es Naasón Joaquín García.

### Testigos de Jehová
Según el informe de los Testigos de Jehová de 2017 hay 871.207 miembros activos (los miembros que predican activamente y de casa en casa) siendo la mayor concentración de testigos de Jehová en América Latina superada solo por Estados Unidos. La asistencia de personas que se reunieron con los Testigos de Jehová en la conmemoración de la muerte de Cristo para el año 2017 fue más de 20 millones (20.175.477 exactamente).
Esta sucursal supervisa la obra de traducción de publicaciones bíblicas a 49 idiomas de la zona que comprende desde México hasta Panamá. Aquí también se imprimen publicaciones bíblicas en más de sesenta idiomas y se envían en más de ochenta idiomas a más de diez países.

### La Iglesia de Jesucristo de los Santos de los Últimos Días

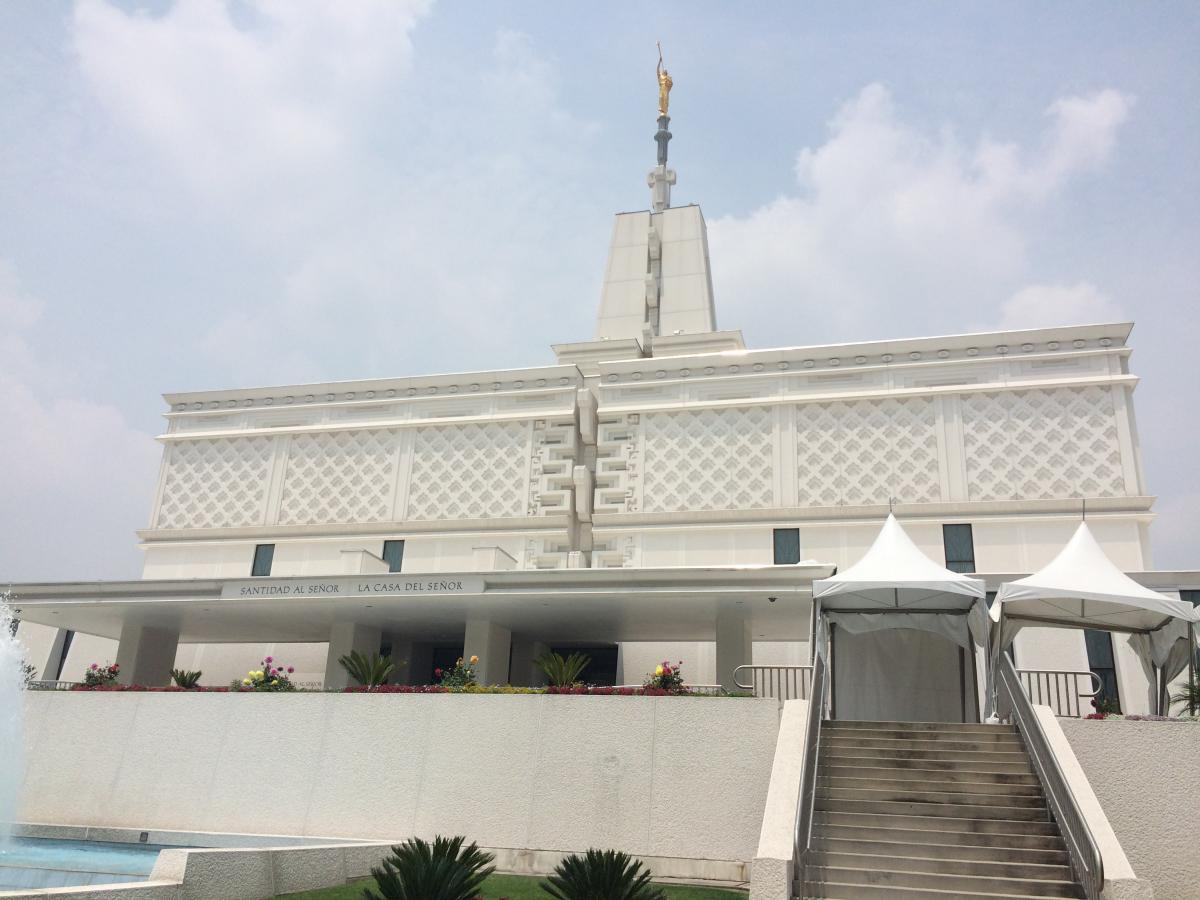
Templo de la Ciudad de México

Los primeros misioneros mormones en México llegaron en 1875. En 1885, 400 colonos mormones se trasladaron a México. La iglesia mormona afirma que tiene más de un millón de miembros en México. A partir del 29 de junio de 1993, el gobierno mexicano registra formalmente la Iglesia de Jesucristo de los Santos de los Últimos Días. Esto le permitió a esta iglesia poseer propiedades en México. A partir de finales de 2006, La Iglesia de Jesucristo de los Santos de los Últimos Días (Iglesia SUD) reportó 1 082 427 miembros, 207 estacas, 1434 salas, 495 oficinas, y 6 templos en México. Sin embargo, las cifras del censo del 2000 señalan solo 205 229 Santos de los Últimos Días.

## Judaísmo

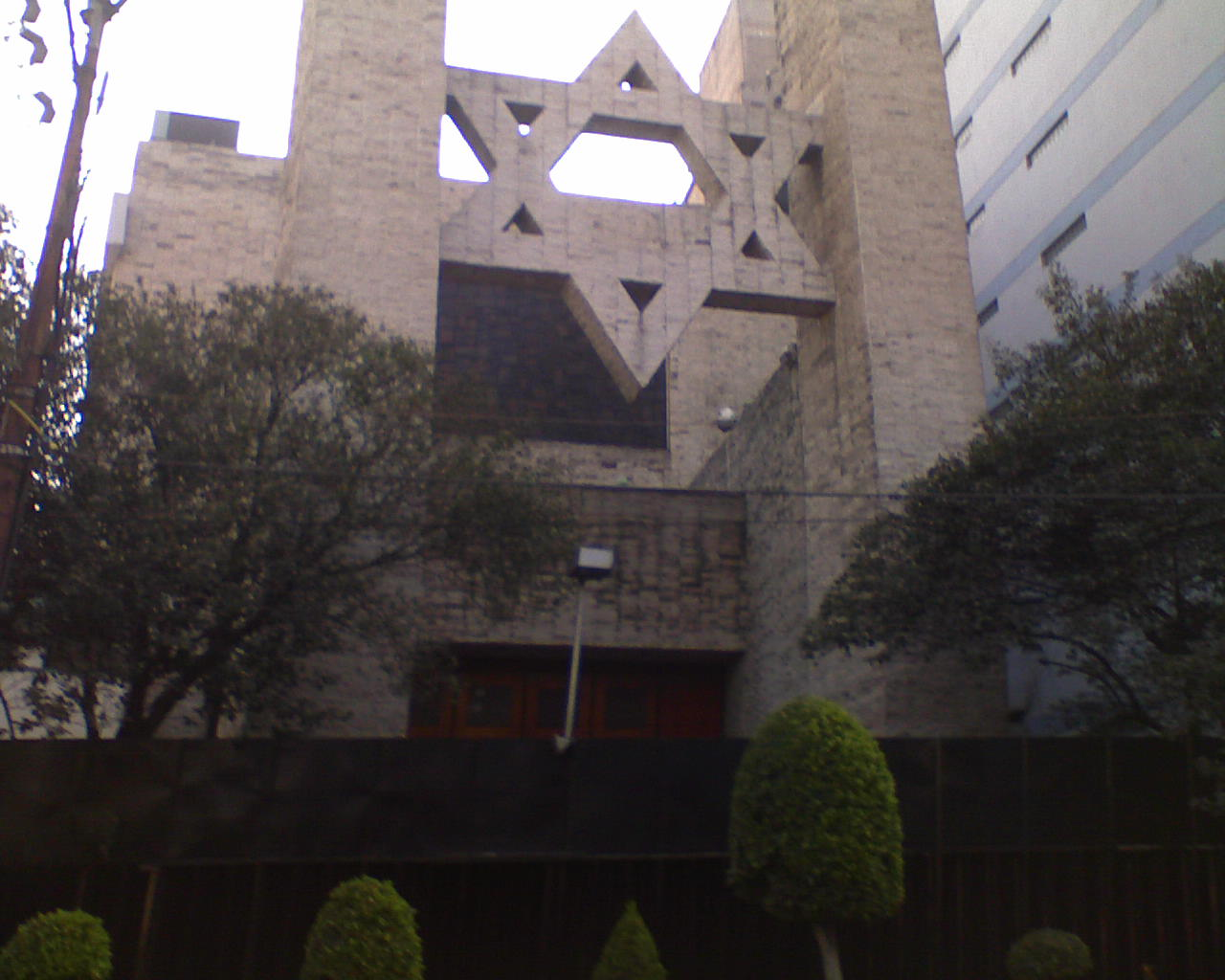
Sinagoga en Polanco, México D.F.

La mayor presencia del judaísmo está en el estado de México y la menor presencia está en el estado de Durango.

La presencia de los judíos en México se remonta a 1521, cuando Hernán Cortés conquistó a los aztecas, acompañado de varios conversos. Según el último censo nacional por el INEGI de 2010, en la actualidad hay más de 67 000 mexicanos judíos, de los cuales el 83 % viven en el área metropolitana de la Ciudad de México, siendo el estado de México la entidad con mayor población de creyentes judíos superando al Distrito Federal. Se estima una población de 50 000 individuos en Lomas de Tecamachalco, Bosques de las Lomas, Interlomas, Santa Fe, Polanco, Satélite y en el Centro Histórico.
Es también reconocida una fuerte presencia cualitativa más que cuantitativa de fieles de la religión judía en otros centros urbanos como Guadalajara, Monterrey, Puebla, Cuernavaca y en algunas zonas costeras portuarias como la ciudad de Veracruz y Cancún.
Durante el siglo XX, continuaron llegando judíos sefardíes provenientes de la región de Siria, y hacia 1924, algunos más de Europa Oriental, en algunas ocasiones desviados hacia México debido a la entrada en vigor de la ley Johnson en los Estados Unidos. Tras la invitación hecha por el expresidente Plutarco Elías Calles llegaron al Puerto de Veracruz más de 10 000 judíos asquenazíes, provenientes de Polonia, la Unión Soviética, Alemania, Italia, la República Checa y Eslovaquia, así como sefardíes de Turquía.
Los judíos recién llegados trabajaban entre otras profesiones como vendedores ambulantes, boleros, aboneros, etc., en el centro de la Ciudad de México y en las ciudades de Puebla, Puerto de Veracruz, Córdoba y Guadalajara. En 1912 se fundó la primera organización judía, llamada Alianza Monte Sinaí, y en 1923 la congregación queda registrada de manera oficial como asociación civil. Se reunieron judíos sefarditas para construir su primera sinagoga en 1927 llamada Redefe Sedek; en 1941 se construye la sinagoga asquenazí Nidje Israel. Durante la Segunda Guerra Mundial, fueron pocos los judíos que pudieron llegar a México como consecuencia de la persecución nazi. En 1931 se publica el primer periódico judío de la Ciudad de México (El Camino) en idioma yidis.

## Islam

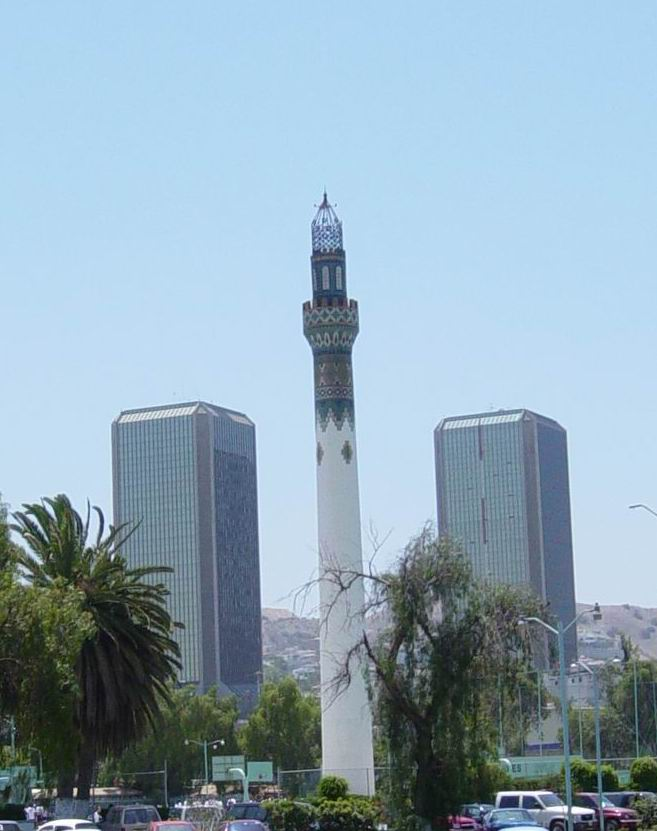
Minarete de Agua Caliente, en Tijuana, México.

La mayor presencia del islam está en la Ciudad de México y la menor presencia está en el estado de Guanajuato.

En México existe una comunidad islámica constituida en mayor medida por inmigrantes provenientes de países del Medio Oriente, Estados Unidos, Europa y Sudamérica, y en menor medida ciudadanos mexicanos; pero que va en aumento. El número de musulmanes no supera los 3608 creyentes según el censo del INEGI del año 2010, aunque la comunidad musulmana, en 2015, estimó que podría estar por arriba de 8000 creyentes, lo que representa 0.02 % por ciento de la población total. Finalmente el censo de 2020 contabiliza un total de 7982 personas afiliadas a esta fe, siendo la Ciudad de México y el Estado de México las entidades con la mayor cantidad.
Los primeros musulmanes que llegaron a México fueron aquellos soldados conversos al catolicismo originarios de Andalucía que acompañaron a los conquistadores españoles en la conquista del imperio azteca y la formación de la Nueva España. La intolerancia religiosa que marcó el proceso de colonización española en el continente americano no permitió la apertura ni proliferación de las creencias religiosas ajenas al catolicismo.
El dinamismo económico del norte de México (favorecido por la cercanía de los Estados Unidos) ha permitido la explotación de los yacimientos de oro, plata, carbono y cobre de la zona, permitiendo por otro lado la comercialización de los productos mexicanos, principalmente agrícolas y ganaderos. Ello propició que en el norte del país se establecieran grupos de inmigrantes de habla árabe o descendientes de éstos que a diferencia de otros inmigrantes ya establecidos, se preocuparon por intentar crear un ambiente islámico favorable para su estancia. Esto devino en la apertura de la primera mezquita en México se construyó en la ciudad de Torreón, Coahuila, bajo el patrocinio de un empresario libanés, llamada Suraya a la que asisten principalmente chiitas.
A mediados de los años 80 se estableció en la Ciudad de México un grupo de musulmanes, principalmente diplomáticos, que establecen el Salat al Yumma, primeramente en el "club egipcio" y posteriormente en la embajada de Pakistán, donde se adapta una mezquita para los que vivían en la ciudad. Esto propició el aumento de la inmigración de la comunidad, tomando en cuenta la cercanía con los Estados Unidos y no siendo impedimento su fe, lo que hacía factible realizar negocios en México extendiéndose hasta el suroeste de los Estados Unidos. A finales del siglo XX se construyeron nuevas mezquitas improvisadas en ciudades como Monterrey, Tijuana y Ciudad Juárez.
En 1995, algunos de los visitantes del club egipcio y luego de la embajada de Pakistán crean el Centro Cultural Islámico de México, el cual se ubicaría inicialmente en la Colonia del Valle, luego tendría una oficina de difusión en Anzures y finalmente se traslada a Tequesquitengo, Morelos. En 2001 se crea el Centro Educativo de la Comunidad Musulmana el cual se ubica en Anzures. En 2003 se crea el Centro Salafi de México, situándose inicialmente en un departamento de la Jardín Balbuena, luego se traslada a una casona en la Colonia Juárez y a la fecha se encuentra ubicada en un departamento de la Colonia Lorenzo Boturini, teniendo tres centros de información, uno en Aragón, otro en la Santa María la Ribera y otro más en Jardín Balbuena. En 2007 se crea Islam en Querétaro cuya oficina de información se encuentra en el Fraccionamiento Santa María. En 2010 se crea el Centro de Cultura y Difusión Dar Al Hikmah el cual se ubica en Aragón.
A raíz de la actividad del musulmán español Aureliano Pérez Yruela (conocido como el emir Nafia), miembro de la Comunidad Islámica de México, se produjo el fenómeno religioso de los indígenas musulmanes de Chiapas. Pérez Yruela fue expulsado de México en 1998. Previamente, es en 1995 cuando decenas de familias protestantes, expulsadas violentamente de San Juan Chamula e instaladas en las afueras de San Cristóbal de las Casas, crearon una colonia denominada Nueva Esperanza, como símbolo de la disputa con el tradicional indigenismo católico. Hoy, más de 300 tsotsiles y tseltales, después de haber sido católicos, decidieron adoptar la fe musulmana.
La comunidad musulmana en Chiapas recibe apoyo financiero de países islámicos para que pueda ofrecer a sus miembros trabajo, educación, alimentos y ropa a los mayas musulmanes que despectivamente les llaman los chamulos, e incluso algunos tsotsiles ya han viajado a La Meca gracias a apoyos patrocinados por estos organismos islámicos.

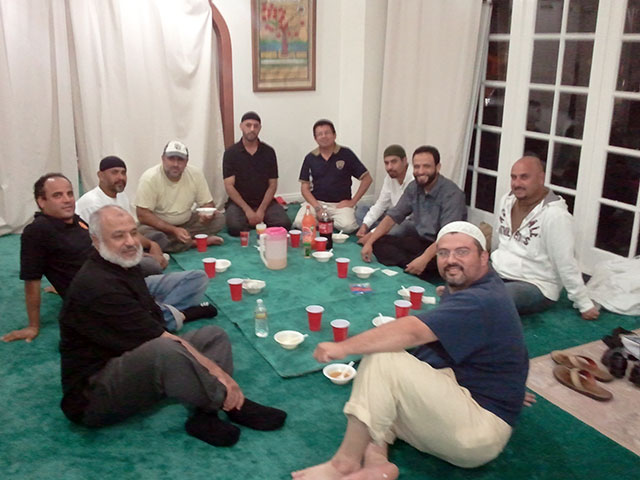
Comunidad musulmana de Tijuana celebrando el iftar.

Con el crecimiento de esta comunidad y mediante la Dawa realizada por varios de ellos, el Islam empezó a ser conocido por los mexicanos, teniendo en la actualidad aproximadamente 8000 seguidores de los cuales más de 300 son indígenas chiapanecos que se concentran en la zona de los Altos.
La religión musulmana ha ganado terreno en los últimos años. México no había tenido una trasnsculturación como otros países latinoamericanos por la fuerte influencia cultural española e indígena aunada a la influencia estadounidense causada por su cercanía y por la inmigración. Es durante el siglo XXI cuando México comienza a asimilarse como una nación diversa culturalmente.
Aunque los musulmanes comparten una fe en común, ha empezado a notarse las diferencias entre ellos mismos, lo que obliga a construir mezquitas de muy diversos cultos. Los chiitas fueron los primeros en mantener unida la comunidad islámica de México, pero otros grupos religiosos ajenos al chiismo han dado frutos y buscan mantener su fe sin reconocimiento alguno de las viejas comunidades musulmanas del país. El islam ha podido penetrar entre los más pobres del país de igual modo que las iglesias neo-pentecostales evangélicas a diferencia de judaísmo y otros religiones nuevas como el budismo.
Masyid Al Islam es una mezquita ubicada en Tijuana, Baja California para la comunidad musulmana de dicha entidad federativa e incluso para la relativamente cercana de los Estados Unidos. Inició su construcción en el año 2010 bajo supervisición de la propia comunidad de manera independiente. Después de lo ocurrido el 11-M, Estados Unidos está muy preocupado por la creciente aceptación del islam entre los mexicanos, ya que es la religión que más ha crecido en muy poco tiempo. Argentina era el país donde más musulmanes había en América Latina, pero las proyecciones apuntan que dentro de cincuenta años México y Brasil serán las naciones que irán al frente; la psicosis de los estadounidenses ha afectado la libre profesión del islam entre los mexicanos, así como la cancelación de visas hacia los Estados Unidos y un meticuloso chequeo en los aeropuertos.

## Sin religión
En el último censo, de 2020, hubo un notable incremento de personas que no profesan ninguna religión, principalmente los más jóvenes. La población sin religión en México aumentó de 3.5 % en 2000 a 8.1 % en 2020
Desde 1857 el país no tiene una religión oficial y algunas leyes anticlericales contenidas tanto en al constitución de 1857 como en la de 1917 impusieron fuertes limitantes a las organizaciones religiosas y en ocasiones el estado buscó regular asuntos religiosos. Una reforma a la constitución en 1992 levantó la mayoría de las restricciones, dando a todos los grupos religiosos un estatus legal, concediéndoles derechos de propiedad limitados, dando derecho de voto a ministros de religión y levantando las restricciones en el número de sacerdotes en el país. Sin embargo, los ministros de religión no pueden ser elegidos a cargos públicos, el gobierno no provee ninguna contribución financiera a organizaciones religiosas y dichas organizaciones no pueden participar en la educación pública.
Aunque históricamente la Iglesia católica ha dominado el panorama religioso del país, de acuerdo al INEGI, la proporción de personas sin religión, ateos o creyentes pero sin afiliación a una religión institucionalizada; es mayor en la Ciudad de México y el Estado de México.
Según World Population Review, el 38 % de la población mexicana se considera irreligiosa.

## Budismo
El budismo en México posee una gran presencia demográfica, principalmente entre los jóvenes y adultos jóvenes. Aproximadamente 108 703 budistas se encuentran en México. También una de las seis casas del Tíbet en el mundo - Casa Tíbet México - está localizada en la Ciudad de México. Es utilizado por el Dalái lama y otros líderes del budismo tibetano para preservar y compartir la cultura tibetana y la espiritualidad. Además hay dos instituciones de la tradición Theravada, el budismo, el Monasterio Budista Theravada y la Casa de Meditación Vipassana. Por otro lado podemos encontrar por lo menos 30 grupos budistas en México.

## Religión popular

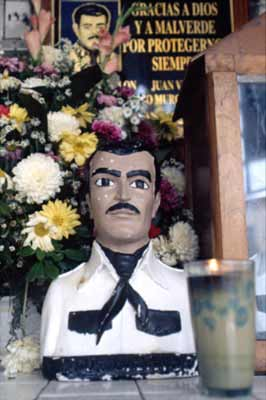
Jesús Malverde, el bandido generoso.

Más allá de las iglesias y denominaciones religiosas, existen religiones autóctonas, que están en menor o mayor medida imbuidas por el cristianismo. Asimismo, persiste en México un fenómeno que algunos antropólogos y sociólogos llaman religión popular, esto es, la religión tal y como la práctica y entiende el pueblo. En México, el componente principal es la religión católica, a la que se han adherido elementos de otras creencias, ya de origen prehispánico, africano o asiático. En general, la religiosidad popular es vista con malos ojos por las religiones estructuradas institucionalmente. Uno de los casos más ejemplares de la religiosidad popular es el culto a la Santa Muerte. La jerarquía católica se empeña en calificarla como culto satánico. Sin embargo, la mayor parte de las personas que profesan este culto se declaran a sí mismos creyentes católicos, y consideran que no hay ninguna contradicción entre los homenajes que brindan a esta imagen y la adoración a Dios. Otros ejemplos son las representaciones de la Pasión de Cristo y la celebración del Día de Muertos, que se realizan en el marco del imaginario cristiano católico, pero bajo una reinterpretación muy particular de sus protagonistas.
De acuerdo con el investigador Jacobo Grinberg-Zylberbaum (textos editados por la Universidad Nacional Autónoma de México), es notable la pervivencia de rituales de tipo mágico-religioso de los antiguos grupos indígenas, no solo en los indígenas actuales sino en los mestizos y blancos que conforman la sociedad mexicana rural y urbana. Existe frecuentemente un sincretismo entre el chamanismo y la tradición católica; de la misma manera que se entremezcla con personajes históricos, como sucede en pueblos de San Luis Potosí con la veneración del legendario adivino y benefactor Juan del Jarro.
Otra religión de sincretismo popular en México (sobre todo en los últimos años) es la santería. Esto se debe principalmente a la gran cantidad de cubanos que se asentaron en el territorio tras la Revolución cubana (principalmente en estados como Veracruz, Quintana Roo y Yucatán). A pesar de que México también fue receptor de esclavos negros provenientes de África en el siglo XVI, el apogeo de estos cultos es relativamente nuevo.

## Otras creencias
En la capital del país y en las ciudades más pobladas existen practicantes de religiones sincréticas, nuevas y orientales, sectas y otras creencias importadas a raíz del complejo fenómeno de la globalización, como el satanismo, budismo, hinduismo, sijismo, islam sufí, Hare Krishna, unitarismo universalista, rastafarianismo, bahaísmo, movimientos de sanación pránica, etc.

## Estadísticas

### Statista
| Afiliación                                        | % de la Población |
| ------------------------------------------------- | ----------------- |
| Católica/o                                        | 69.4%             |
| Ninguno/a                                         | 9.5%              |
| Creyente sin afiliación formal a ninguna religión | 9%                |
| Testiga/o de Jehová                               | 2.1%              |
| Atea/o                                            | 1.8%              |
| Evangélica/o (sin especificar)                    | 1.7%              |
| Evangélico/a pentecostal                          | 1%                |
| Otra/o                                            | 1%                |
| No responde                                       | 1%                |
| Evangélico/a bautista                             | 0.9%              |
| Evangélico/a metodista                            | 0.8%              |
| Mormón/a                                          | 0.4%              |
| Protestante                                       | 0.3%              |
| Agnóstica/o                                       | 0.3%              |
| No sabe                                           | 0.3%              |
| Afroamericana/o (cultos, Umbanda, etc.)           | 0.2%              |
| Adventista                                        | 0.1%              |
| Judía/o                                           | 0.1%              |

### INEGI 2020[54]
| Religión         | Población  |
| ---------------- | ---------- |
| Catolicismo      | 97 864 218 |
| Protestantismo   | 14 095 307 |
| Sin religión     | 13 314 516 |
| Otras religiones | 70 376     |
| Judaísmo         | 58 876     |
| Raíces afro      | 40 799     |
| Espiritualista   | 36 764     |
| Raíces étnicas   | 33 372     |
| Islámico         | 7 862      |

### Porcentaje Total por Entidad Federativa
| Estado              | Católicos | Protestantes | Ninguna | Otras Religiones |
| ------------------- | --------- | ------------ | ------- | ---------------- |
| Aguascalientes      | 89 %      | 5 %          | 4 %     | 2 %              |
| Baja California     | 62 %      | 16 %         | 19 %    | 3 %              |
| Baja California Sur | 74 %      | 11 %         | 12 %    | 3 %              |
| Campeche            | 60 %      | 24 %         | 14 %    | 2 %              |
| Chiapas             | 54 %      | 32 %         | 13 %    | 1 %              |
| Chihuahua           | 72 %      | 13 %         | 11 %    | 4 %              |
| Coahuila            | 75 %      | 13 %         | 11 %    | 1 %              |
| Colima              | 79 %      | 8 %          | 7 %     | 6 %              |
| Ciudad de México    | 76 %      | 7 %          | 11 %    | 6 %              |
| Durango             | 83 %      | 9 %          | 7 %     | 1 %              |
| Guanajuato          | 91 %      | 4 %          | 4 %     | 1 %              |
| Guerrero            | 80 %      | 10 %         | 5 %     | 5 %              |
| Hidalgo             | 80 %      | 10 %         | 5 %     | 5 %              |
| Jalisco             | 89 %      | 5 %          | 5 %     | 1 %              |
| Estado de México    | 79 %      | 8 %          | 7 %     | 6 %              |
| Michoacán           | 89 %      | 5 %          | 4 %     | 2 %              |
| Morelos             | 71 %      | 14 %         | 8 %     | 6 %              |
| Nayarit             | 83 %      | 8 %          | 8 %     | 1 %              |
| Nuevo León          | 78 %      | 12 %         | 9 %     | 1 %              |
| Oaxaca              | 75 %      | 16 %         | 6 %     | 3 %              |
| Puebla              | 84 %      | 8 %          | 4 %     | 4 %              |
| Querétaro           | 86 %      | 6 %          | 6 %     | 2 %              |
| Quintana Roo        | 55 %      | 21 %         | 22 %    | 2 %              |
| San Luis Potosí     | 86 %      | 8 %          | 4 %     | 2 %              |
| Sinaloa             | 78 %      | 9 %          | 12 %    | 1 %              |
| Sonora              | 76 %      | 11 %         | 11 %    | 2 %              |
| Tabasco             | 62 %      | 27 %         | 10 %    | 1 %              |
| Tamaulipas          | 68 %      | 17 %         | 12 %    | 3 %              |
| Tlaxcala            | 85 %      | 6 %          | 6 %     | 4 %              |
| Veracruz            | 75 %      | 15 %         | 8 %     | 2 %              |
| Yucatán             | 74 %      | 16 %         | 9 %     | 1 %              |
| Zacatecas           | 92 %      | 5 %          | 3 %     | 0 %              |
| México              | 77 %      | 11 %         | 8 %     | 4 %              |

### Población Total por Entidad Federativa
| Estado              | Católicos  | Protestantes | Sin Religión | Otras Religiones |
| ------------------- | ---------- | ------------ | ------------ | ---------------- |
| Aguascalientes      | 1 272 419  | 73 359       | 74 550       | 5 390            |
| Baja California     | 2 336 986  | 616 812      | 789 177      | 26 045           |
| Baja California Sur | 587 796    | 88 010       | 116 141      | 6 500            |
| Campeche            | 558 124    | 226 028      | 137 884      | 6 327            |
| Chiapas             | 2 985 644  | 1 795 861    | 713 462      | 48 861           |
| Chihuahua           | 2 712 366  | 475 603      | 533 329      | 20 571           |
| Coahuila            | 2 357 324  | 421 206      | 355 798      | 12 443           |
| Colima              | 610 645    | 57 884       | 59 254       | 3 608            |
| Ciudad de México    | 6 988 016  | 668 246      | 1 472 848    | 80 834           |
| Durango             | 1 521 197  | 168 665      | 135 125      | 7 663            |
| Guanajuato          | 5 601 990  | 255 840      | 283 625      | 25 479           |
| Guerrero            | 2 845 506  | 358 158      | 316 012      | 21 009           |
| Hidalgo             | 2 475 984  | 301 786      | 291 743      | 13 328           |
| Jalisco             | 7 448 776  | 396 295      | 417 243      | 85 837           |
| Estado de México    | 13 363 922 | 1 344 725    | 2 163 910    | 119 861          |
| Michoacán           | 4 221 742  | 248 750      | 262 920      | 53 781           |
| Morelos             | 1 399 556  | 282 384      | 282 418      | 7 162            |
| Nayarit             | 1 028 909  | 98 696       | 101 096      | 6 755            |
| Nuevo León          | 4 492 947  | 690 097      | 561 584      | 39 814           |
| Oaxaca              | 3 118 763  | 653 533      | 343 027      | 17 005           |
| Puebla              | 5 547 167  | 555 536      | 458 039      | 22 536           |
| Querétaro           | 1 046 615  | 70 583       | 87 560       | 6 889            |
| Quintana Roo        | 1 016 131  | 384 207      | 427 109      | 30 538           |
| San Luis Potosí     | 2 416 597  | 227 847      | 168 957      | 8 854            |
| Sinaloa             | 2 372 823  | 260 384      | 385 911      | 7 825            |
| Sonora              | 2 252 402  | 329 449      | 353 863      | 9 126            |
| Tabasco             | 1 493 962  | 648 724      | 254 593      | 5 319            |
| Tamaulipas          | 2 394 619  | 615 505      | 503 067      | 14 544           |
| Tlaxcala            | 1 142 076  | 84 419       | 92 314       | 24 168           |
| Veracruz            | 6 053 044  | 1 191 127    | 800 425      | 17 983           |
| Yucatán             | 1 724 057  | 370 398      | 215 414      | 11 029           |
| Zacatecas           | 1 497 371  | 74 177       | 46 465       | 4 125            |
| México              | 97 864 218 | 14 095 307   | 13 314 516   | 771 209          |